# تقران سفعي
التقران السفعي (بالإنجليزية: Actinic keratosis)‏ ويسمى أيضًَا التقران الشمسي (Solar keratoses) هو ورم منتشر يُعرّف، أيضًا، بأنه ورم محتمل الخباثة (يمكن أن تتطور في المستقبل إلى نسيج سرطاني في الجلد - Precancerous). يظهر هذا الورم، في الأساس، بين الأشخاص البيض ذوي البشرة الفاتحة الذين يتعرضون لأشعة الشمس لأوقات طويلة بدون أية وقاية ملائمة. تتراوح آفة التقران السفعي عادة ما بين 2 إلى 6 مليمترات ولكن يمكن أن تنمو لتكون قطرها بضعة سنتيمترات. وغالبًا ما تظهر على المناطق المعرضة للشمس من الجلد، مثل الوجه والأذنين والرقبة وفروة الرأس والصدر أو ظهور اليدين أو الساعدين أو الشفتين..
```
يظهر التقران السفعي على شكل نتوءات جلدية صغيرة حمراء أو بنية اللون ويكون ملمسها، في الغالب، مشابها لملمس 
ورق الصنفرة
 (ورق زجاج).
[
4
]
```

## أعراض وعلامات تقران الجلد السفعي

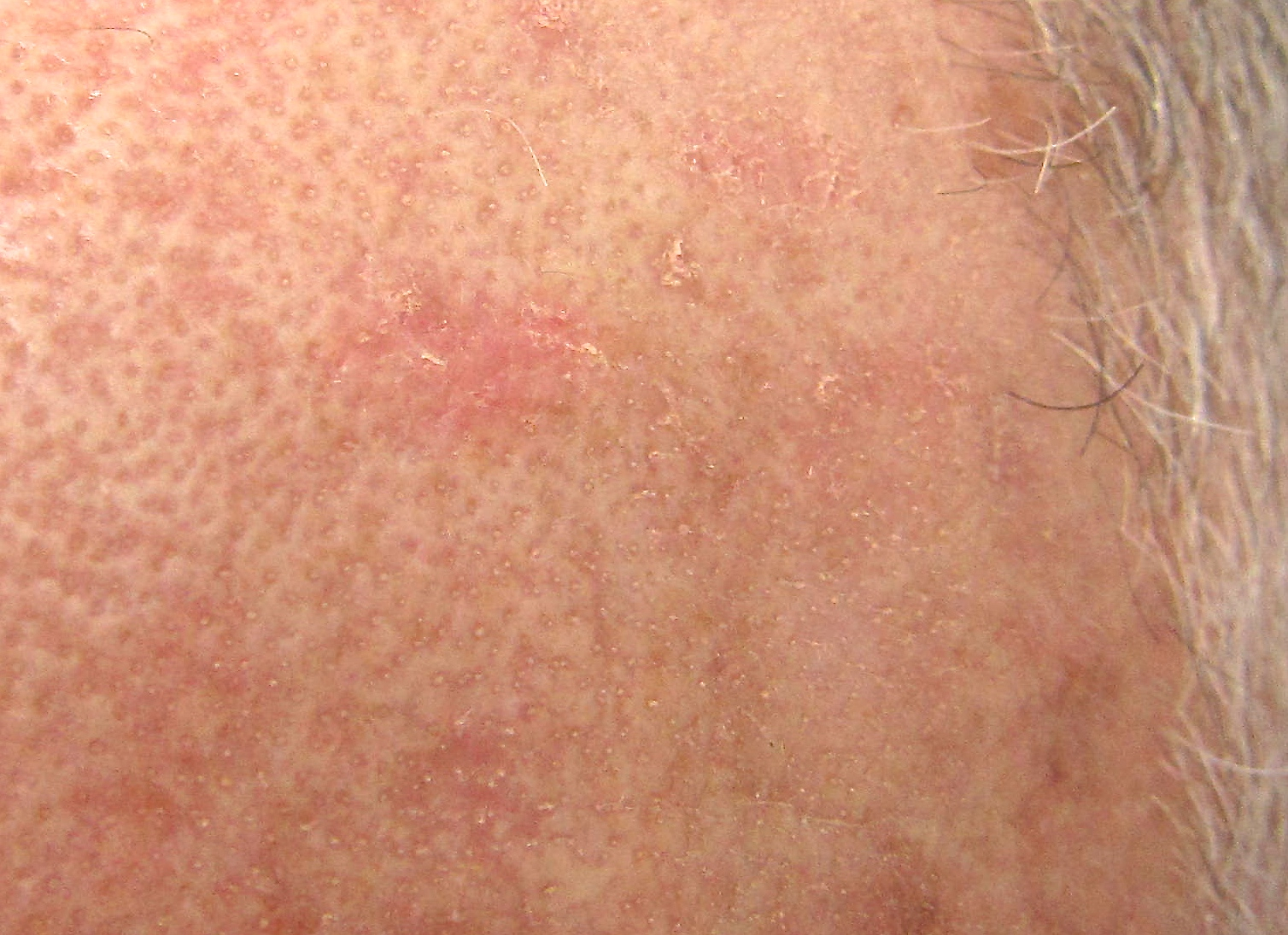
صورة مقرّبة لآفة التقارن السفعي

بقع خشنة جافة أو متقشرة من الجلد، وعادة ما تكون أقل من 2,5 سم في القطر بقع سطحية أو مرتفعة قليلا أو نتوء على الطبقة العليا من الجلد في بعض الحالات، سطح صلب شبيه بالثؤلول اللون يتراوح بين الوردي إلى الأحمر إلى اللون البني، أو بلون اللحم عادة ما تكون الآفات بدون أعراض، ولكن يمكن أن تكون طرية، أو حكة، أو تنزف، أو تنتج إحساسًا لاذعًا أو حارقًا.
```
في المنطقة المتضررة تم العثور على التقرن السفعي في المقام الأول في المناطق المعرضة للشمس، بما في ذلك الوجه، والشفتين والأذنين، وظهر اليدين والذراعين والعنق وفروة الرأس.
```

## تشخيص تقرن الجلد السفعي
عادة يمكن الطبيب تشخيص التقرن السفعي بمعاينة على الجلد. إذا كان هناك أي شك، فإن الطبيب قد يقوم بغيرها من التجارب، مثل خزعة الجلد. حيث يأخذ الطبيب عينة صغيرة من الجلد (خزعة) لتحليلها في المختبر. ويمكن عادة أخذ الخزعة في عيادة الطبيب باستخدام مخدر موضعي.

## الوقاية
- تجنب أشعة الشمس في فترة الظهيرة
- ارتداء ملابس تغطي الجسم بأكمله كقطع فوقية ذات أكمام طويلة مع سراويل أو تنانير طويلة، وارتداء غطاء للرأس.
- استخدام كريمات واقية من أشعة الشمس ذات معامل حماية مرتفع للغاية وبكميات وفيرة قبل الخروج لأشعة الشمس، حتى في غير أوقات الذروة، مع الالتزام بإعادة وضع الكريم بصورة منتظمة.
- فحص البشرة بشكل دائم وذلك للتحقق مما إذا كان هناك مواضع غريبة عليها أم لا.
- في حال اكتشاف الشخص لأية تغيّرات جلدية حتى ولو كانت بسيطة، يجب استشارة الطبيب على الفور، لأنه كلما تم اكتشاف الإصابة بسرطان الجلد بشكل مبكر، زادت فرص علاجه على نحو أفضل.
- الخضوع لفحص شامل للجلد لدى طبيب مختص كل عامين، وذلك للأشخاص البالغين من العمر 35 عامًا فأكثر [6]

## العلاج
هناك عدة تدابير متخذة لعلاج حالة التقرن السفعي وتشمل:
الاستئصال الجراحي : قد يلجأ الطبيب لإزالة الانسجة الزائدة حول أو تحت الآفة إذا كانت هناك مخاوف حول وجود سرطان الجلد، واعتماداً على حجم الجرح، قد يكون، أو لا يكون هناك داع لإجراء غرز جراحية.

### العلاج بالتبريد

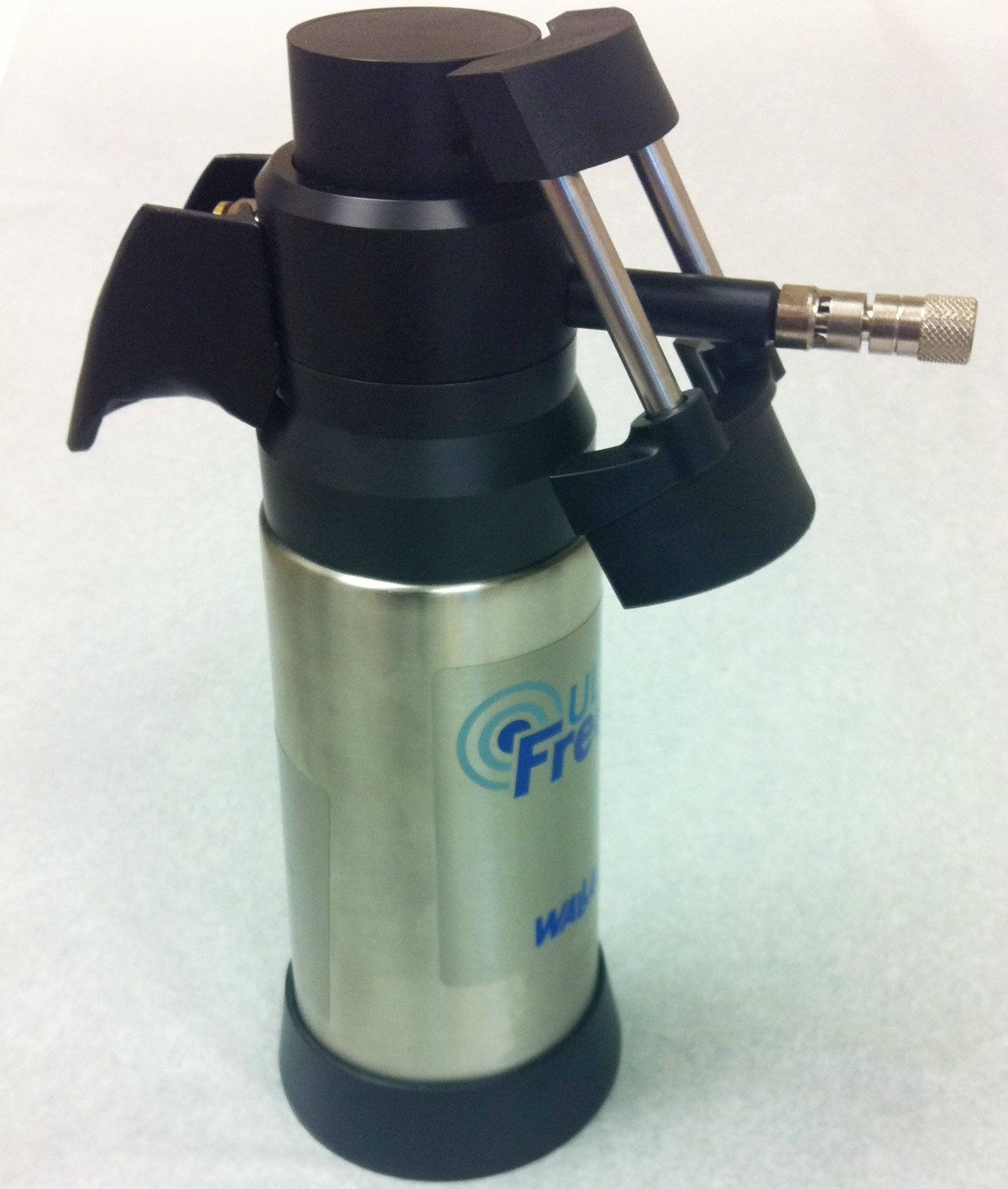
أداة Cryosurgery تستخدم لعلاج التقرن الشعاعي

العلاج بالتبريد هو أحد أنواع العلاج التي يتم فيها رش الآفة بـجل التجميد، مثل النيتروجين السائل. وهذا التجميد يقتل الخلايا في غضون بضعة أيام بعد العملية.

### كي الجرح
في الكي، يتم حرق الآفة بتيار كهربائي، وهذا يقتل الخلايا الجلدية المتضررة.

### التقشير الكيمائي
مثل محضر 5-fluorouracil, الذي يقتل الخلايا الجلدية المصابة ويتخلص من الآفة الا انه قد يسبب تشوهات مؤقتة.

### المعالجة الضوئية
يتم وضع محلول على الآفة والجلد المصاب مثل aminolevulinic acid, أو methyl aminolevulinate, ثم يتم تعريض المنطقة لضوء الليزر الذي يستهدف ويقتل الخلايا.

### العلاج بالخلايا الجذعية
يمكن ان ينطوي العلاج على استخدام Imiquimod, وهو كريم موضعي يمكن تطبيقه على الآفة عدة مرات في الاسبوع. وهذا الكريم يزيد من نشاط الجهاز المناعي في الجسم، ويساعد في علاج الآفة.

## مضاعفات مرض تقرن الجلد السفعي
عادة لا تحدث مضاعفات خطيرة إذا تم الكشف عن المرض وعلاجه في وقت مبكر، ولكن إذا تم تركه دون علاج، قد تتطور البقع إلى ما يعرف بسرطان الخلايا الحرشفية، وهو نوع من أنواع السرطان ولكنه ليس بدرجة الخطورة التي تهدد الحياة، إذا تم اكتشافه ومعالجته في وقت مبكر.

## انظر أيضًَا
- تقران
- تقران منخرب